# Harvey Pekar
Harvey Lawrence Pekar (Cleveland, 1939. október 8. – Cleveland Heights, Ohio, 2010. július 12.) amerikai underground képregényíró, zenekritikus. American Splendor című képregénye Robert Crumb, Joe Zabel, Gary Dumm, Greg Budgett, Spain Rodriguez, Gerry Shamray, Frank Stack, Mark Zingarelli és Joe Sacco rajzolók közreműködésével 1976 és 2008 között jelent meg. A füzet történetei Pekar mindennapi életének mozzanatait örökítették meg nagyfokú realizmussal. A képregényen és Pekar életpályáján alapuló, többszörösen díjnyertes azonos című filmet 2003-ban mutatták be.
Az American Splendor mellett Pekar más, szintén kritikailag elismert munkái a Dean Haspiel rajzolóval közös The Quitter című képregénye, melyben fiatal éveit, valamint feleségével, Joyce Brabnerrel és Frank Stack rajzolóval közös Our Cancer Year című munkája, melyben a rákkal való küzdelmét örökítette meg. 2010-ben az online Smith magazinban indított webképregényt The Pekar Project címen.